# Jean-Claude Mermoud
Pour les articles homonymes, voir Mermoud.
Jean-Claude Mermoud, né le 8 août 1952 (originaire de Poliez-le-Grand) et mort le 6 septembre 2011, est une personnalité politique suisse, membre de l'Union démocratique du centre (UDC). Il est membre du Conseil d'État du canton de Vaud de juillet 1998 à septembre 2011.

## Biographie
Jean-Claude Mermoud naît le 8 août 1952. Il est originaire de Poliez-le-Grand, dans le canton de Vaud. Il est fils d'agriculteur.
Après avoir obtenu son certificat fédéral de capacité d'agriculteur à 20 ans, il reprend le domaine familial à Éclagnens.
Il est marié et père de trois enfants.

## Carrière politique
Jean-Claude Mermoud est successivement secrétaire municipal, puis municipal et syndic d'Éclagnens durant seize années. Il est élu député au Grand Conseil du canton de Vaud en 1989. Il est également président de l'Union démocratique du centre vaudoise[réf. nécessaire].
Le 15 mars 1998, il est élu conseiller d'État vaudois, où il dirige le Département de la sécurité et de l'environnement. Réélu au Conseil d'État le 17 mars 2002, il gère les manifestations contre le Sommet du G8 de 2003, à Évian,. En 2004, il remplace le socialiste Pierre Chiffelle, démissionnaire, à la tête du département des institutions et des relations extérieures. À ce poste, il consacre la fin de « l'exception vaudoise » en matière d'asile, consistant en une politique plus ouverte et un refus, depuis 1996 sous la direction de Josef Zisyadis, d'exécuter les renvois décidés par la Confédération,. Réélu 11 mars 2007, il reprend le département de l'économie en 2007. Il est pendant une décennie le seul représentant de l'UDC dans un gouvernement romand.
Il meurt en exercice le 6 septembre 2011 des suites d'une dissection aortique sur un anévrisme de l'aorte ascendante survenue quatre jours plus tôt,,.

### Positionnement politique
Il fait partie de l'aile agrarienne de l'UDC, avec un profil consensuel.

## Hommages
En 2014, une place Mermoud est inaugurée à Éclagnens en l'honneur de Jean-Claude Mermoud et de son oncle compositeur, Robert Mermoud.